# Gastrocentrides evansi
Gastrocentrides evansi är en nattsländeart som beskrevs av Martin E. Mosely 1939. Gastrocentrides evansi ingår i släktet Gastrocentrides och familjen grusrörsnattsländor. Inga underarter finns listade i Catalogue of Life.